# Lamprosema scotopis
Lamprosema scotopis là một loài bướm đêm trong họ Crambidae.